# Warner Records
Warner Records Inc., претходно Warner Bros. Records Inc. (транскр.  'Ворнер брос. рекордс инк.'), америчка је издавачка кућа за музику. Подружница је Ворнер мјузика (енгл. Warner Music Group) и са сједиштем у Лос Анђелесу (Калифорнија, САД). Основана је у марту 1958. године као огранак за издавачку музику — америчког филмског студија Ворнер брос. (енгл. Warner Bros.).
Умјетници који су снимали за Ворнер рекордс су, између осталог: Мадона, Принс, Шер, Френк Синатра, Џони Мичел, Ван Хејлен, Алис Купер, Кајли Миног, Гу гу долс, Том Пети, Шерил Кроу, Горилаз, Адам Ламберт, Бет Мидлер, Грејтфул дед, Џејнс адикшон, Блур, Дјуран дјуран, Дип перпл, Флитвуд мек, Лијам Галага, Џејмс Тејлор, Лили Ален,  Џоџо, Линкин парк, Мјуз, Џорџ Бенсон, Најл Роџерс, Блек сабат, Ред хот чили пеперс, Д блек киз, Мај кемикал романс, Тевин Кембел, Мек Милер, Дуа Липа, Биби Рекса, Ар-И-Ем, Секс пистолс...

## Афилирани издавачи

### Тренутни
- A&E Records /бивши Mushroom Records UK/ (2003–данас)
- Helium 3 (2006–данас)
- Beluga Heights (2008–данас)
- Curb Records (1974-1982, 2000–данас)
  - Word Records (2002–данас)
- Facultad de Némea (2017–данас)
- Festival Mushroom Records (2005–данас)
- Hotwire Unlimited (2010–данас)
- Machine Shop Recordings (2001–данас)
- Loveway Records (2009–данас)
- Mind of a Genius (2016–данас)
- Arkade Records (2016–данас)
- Nonesuch Records (2004–данас)
- OVO Sound (2012–данас)
- Parlophone (2014–данас)
- Reprise Records (1963–данас)
- REMember Music (2014–данас)
- Sire Records (1978–1995, 2003–данас)
- Artery Recordings (2017–данас)[3]
- The Benton Music Records (2018–данас)
- Clover Music (2018–данас)
- Masked Records (2018–данас)[4]

### Бивши
- 1017 Brick Squad Records
- 143 Records
- 4AD Records (1992–1998) {само САД}
- Action Theory Records
- American Recordings (1988–1997 [САД], 2005–2007 [свет])
- Autumn Records (1963–1965)
- Bearsville Records (1970–1984)
- BME Recordings
- Blacksmith Records (2005–2008)
- Brute/Beaute Records (2004–2007)
- Capricorn Records (1972–1977), (1990–1995)
- Chrysalis Records (1972–1976) {само САД}
- Cold Chillin' Records (1987–1994)
- Dark Horse Records (1976–1992)
- Doghouse Records
- ECM Records (?–1984)
- Extasy International Records (2000–2004)
- Full Moon Records (1974–1992)
- F-111 Records (1995–2001)
- Geffen Records (1980–1990)
- Giant Records и њене подружнице Medicine Label (1993–1995), Paladin, Revolution (1990–2001; каталог је данас у власништву Warner Records-а)
- Ice Age Entertainment
- Island Records (1977–1982, осим за издања Стива Винвуда до 1987)
- Jet Life Recordings
- Kwanza Records (1973–1974)
- Loma Records (1964–1968 и једно ’бутик’ издање 2003)
- London Records (2000–2017; мањи део каталога обезбедио је WMG након што је продат Because Music-у, укључујући New Order)
- Luaka Bop Records (1988–2000)
- Malpaso Records (1995–2000)
- Maverick Records (1992–2008; дорм.)
- Maybach Music Group (2011–2012)
- Metal Blade Records (1988–1993)
- Music for Little People (1990–1995)
- Opal Records (1987–1993)
- Paisley Park Records (1985–1994)
- Perezcious Music
- Playmaker Music
- Premeditated Records (средина 1990-их)
- Public Broadcasting Service
- Qwest Records (1980–2000)
- Raybaw Records (2005–2008)
- RuffNation Records
- Slash Records (1982–1998; 2003–данас)
- Teleprompt Records
- Tommy Boy Records (1985–2002)
- Valiant Records (1960–1966)
- Warner Alliance (1986–1998)
- Warner Western (198?–200?)
- Funk Volume (2015–2016)